# Trachinotidae
Die Trachinotidae sind eine Familie von Meeresfischen aus der Ordnung der Carangiformes in der Gruppe der Barschverwandten (Percomorpha).

## Merkmale
Die Arten der Trachinotidae sind seitlich abgeflacht, langgestreckt, spindelförmig oder hochrückig (Parona, Trachinotus) und mit kleinen ovalen, lanzettförmigen oder nadelartigen Cycloidschuppen bedeckt. Sie werden 25 (Oligoplites saurus) bis 2 Meter (Lichis amia) lang. Die Seitenlinie ist schuppenlos. Sie haben zehn Rumpfwirbel und 14, 16 oder 17 Schwanzwirbel. Die Afterflosse ist länger als der Abstand zwischen Bauchflossen und Afterflosse und meistens genau so lang wie die Rückenflosse. Die Rückenflosse hat fünf bis sieben Stacheln. Brust- und Bauchflossen sind kurz, die Bauchflossen fehlen bei Parona. Die Schwanzflosse ist gegabelt. Im Schwanzflossenskelett finden sich zwei oder drei Epuralia und Hypuralia, die zu zwei Knochenplatten zusammengewachsen sind. Die Prämaxillare ist beweglich oder unbeweglich. Eine Supramaxillare (ein Kieferknochen) kann vorhanden sein oder fehlen. Die Anzahl der Branchiostegalstrahlen liegt bei sieben bis neun.

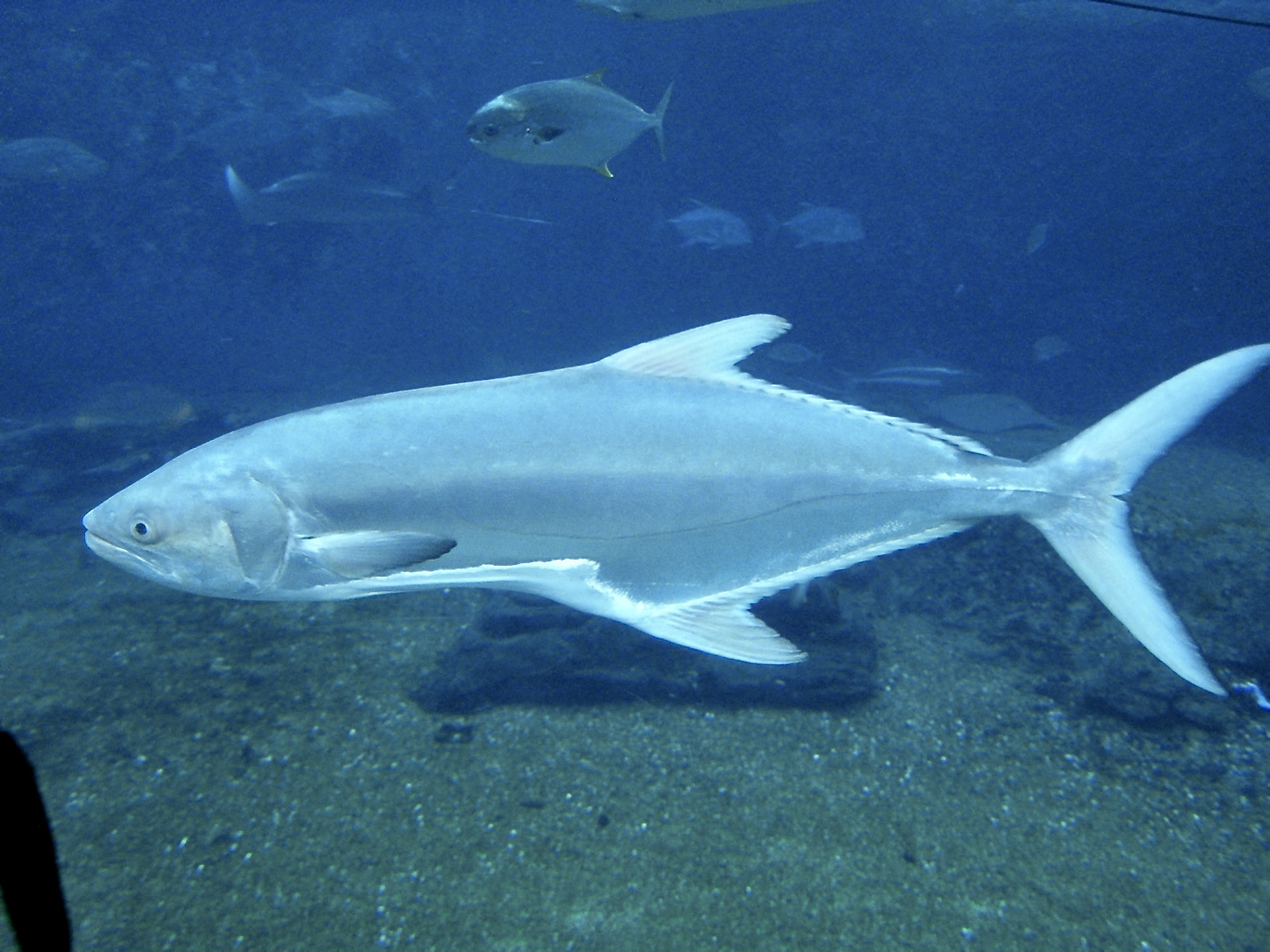
Lichia amia

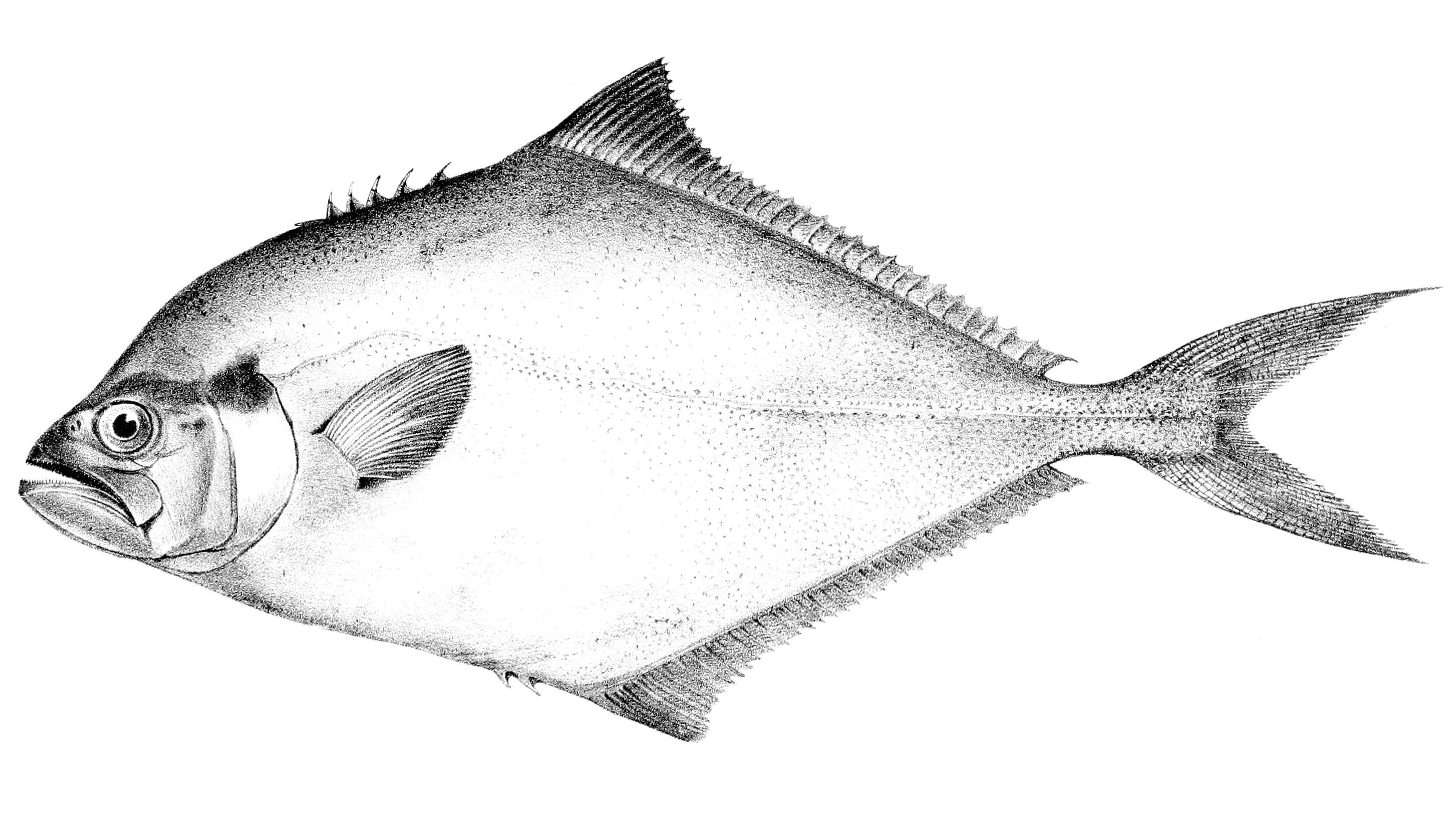
Parona signata

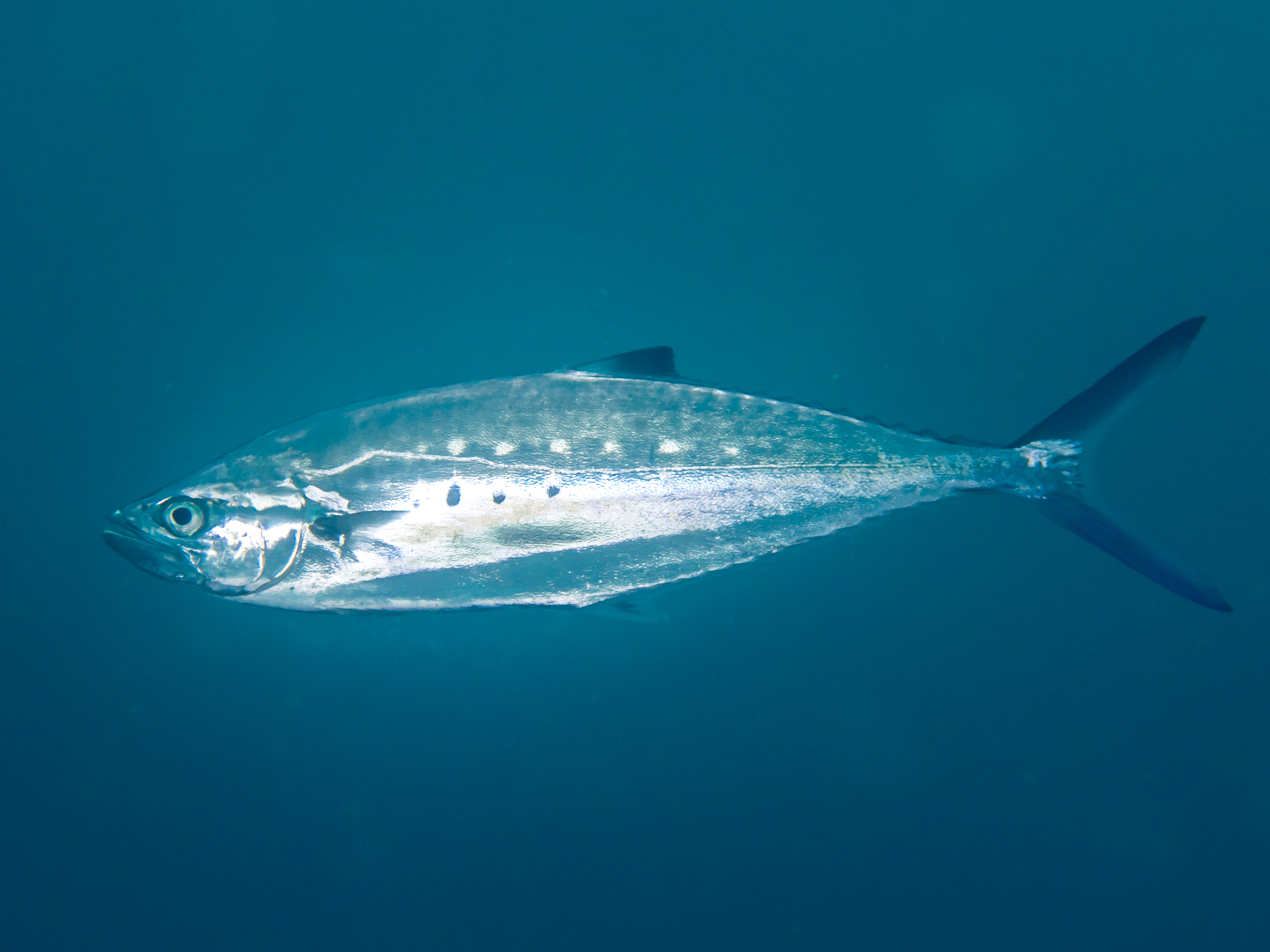
Scomberoides lysan

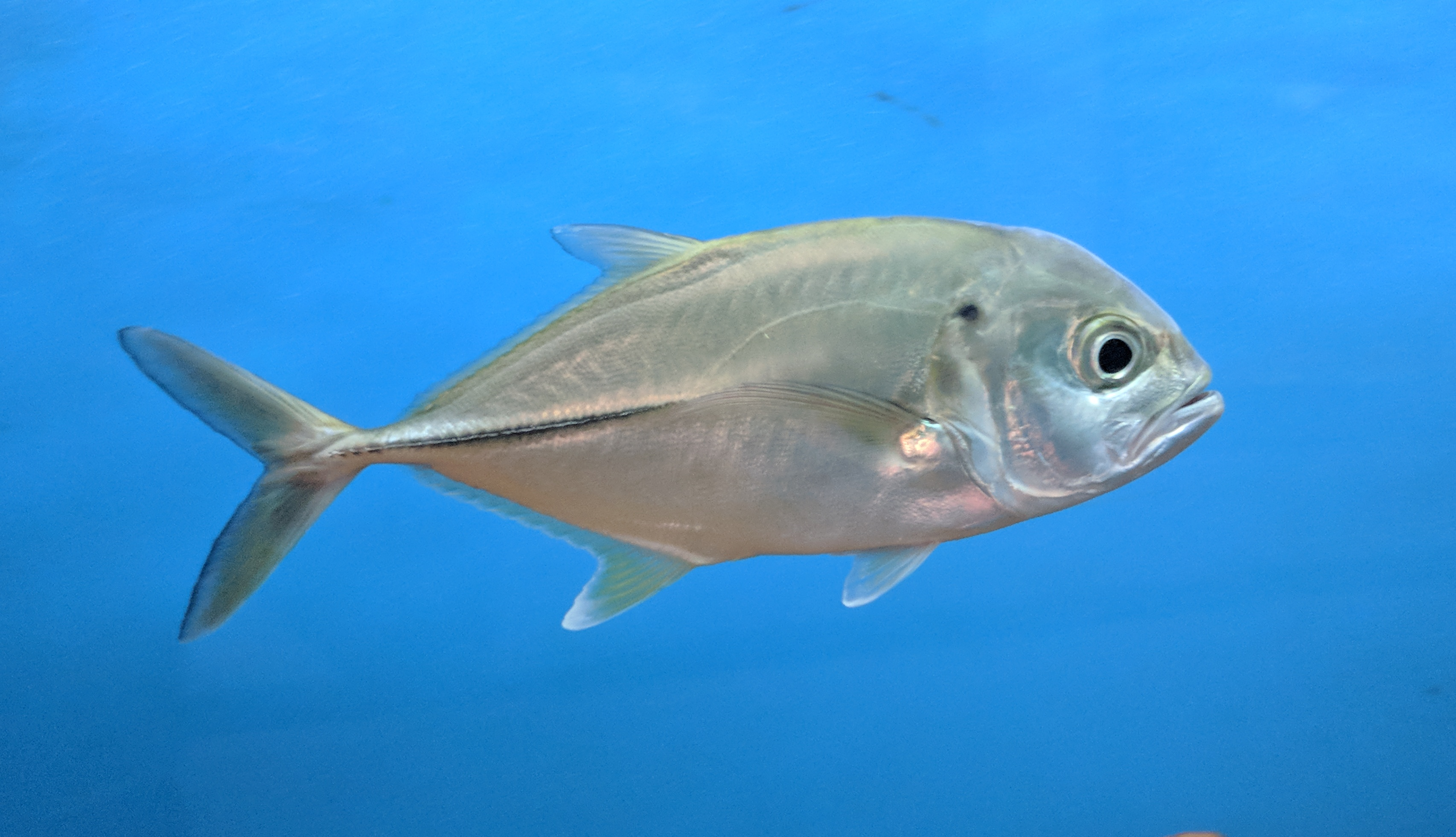
Trachinotus baillonii

## Gattungen und Arten
Zur Familie Trachinotidae gehören fünf Gattungen und 33 Arten:
- Gattung Lichia
  - Lichia amia (Linnaeus, 1758)
- Gattung Oligoplites
  - Oligoplites altus (Günther, 1868)
  - Oligoplites calcar (Bloch, 1793)
  - Oligoplites palometa (Cuvier, 1832)
  - Oligoplites refulgens (Gilbert & Starks, 1904)
  - Oligoplites saliens (Bloch, 1793)
  - Oligoplites saurus (Bloch & Schneider, 1801)
- Gattung Parona
  - Parona signata (Jenyns, 1841)
- Gattung Scomberoides
  - Scomberoides commersonnianus (Lacépède, 1801)
  - Scomberoides lysan (Forsskål, 1775)
  - Scomberoides tala (Cuvier, 1832)
  - Scomberoides tol (Cuvier, 1832)
- Gattung Trachinotus
  - Trachinotus africanus (Delsman, 1941)
  - Trachinotus anak (Ogilby, 1909)
  - Trachinotus baillonii (Lacépède, 1801)
  - Trachinotus blochii (Lacépède, 1801)
  - Trachinotus botla (Shaw, 1803)
  - Trachinotus carolinus (Linnaeus, 1766)
  - Trachinotus cayennensis (Cuvier, 1832)
  - Trachinotus coppingeri (Günther, 1884)
  - Trachinotus falcatus (Valenciennes, 1833)
  - Trachinotus goodei (Jordan & Evermann, 1896)
  - Trachinotus goreensis (Cuvier, 1833)
  - Trachinotus kennedyi (Steindachner, 1876)
  - Trachinotus macrospilus Smith-Vaniz & Walsh, 2019
  - Trachinotus marginatus (Gill, 1863)
  - Trachinotus maxillosus (Cuvier, 1832)
  - Trachinotus mookalee (Cuvier, 1832)
  - Trachinotus ovatus (Linnaeus, 1758)
  - Trachinotus paitensis (Cuvier, 1832)
  - Trachinotus rhodopus (Gill, 1863)
  - Trachinotus stilbe (Jordan & McGregor, 1899)
  - Trachinotus teraia (Cuvier, 1832)

## Systematik
Das Taxon wurde 1862 durch den US-amerikanischen Ichthyologen Theodore Nicholas Gill unter der Bezeichnung Trachynotinae eingeführt und später durch den US-amerikanischen Zoologen Henry Weed Fowler zu Trachinotinae korrigiert. Die Trachinotinae gehörten als Unterfamilie zu den Stachelmakrelen (Carangidae). Die US-amerikanischen Ichthyologen David Starr Jordan und Charles Henry Gilbert stellten 1883 eine weitere Unterfamilie der Stachelmakrelen auf, die Scombroidinae, die 1890 von Gill zu Scomberoidinae korrigiert wurden. 2014, 2016 und 2020 wurde in phylogenetischen Studien nachgewiesen, dass die Stachelmakrelen nicht monophyletisch sind, sondern aus zwei Kladen bestehen. Eine umfasst die Trachinotinae und die Scomberoidinae, die andere die Caranginae und die Naucratinae, zwei weitere Unterfamilien der Stachelmakrelen. Um wieder eine in einer modernen Systematik erforderliche Monophylie zu erreichen, wurde 2022 die Trachinotidae eingeführt, die die Gattungen der Unterfamilien Trachinotinae und Scombroidinae umfasst. Die Trachinotidae sind näher mit den Goldmakrelen (Coryphaenidae), Schiffshaltern (Echeneidae) und Cobias (Rachycentridae) verwandt als mit den Stachelmakrelen.